# شرطة (علامة)

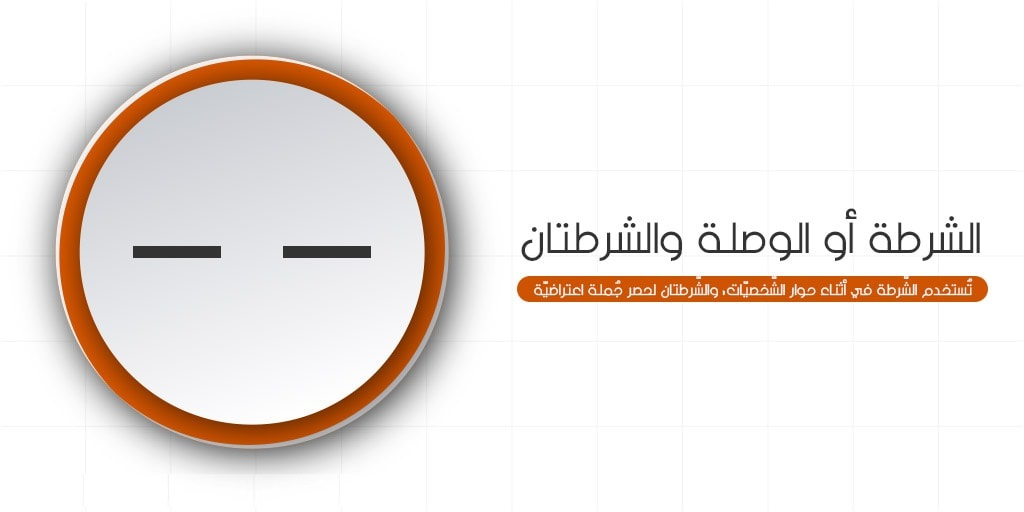
الشرطتان المتقابلتان. قد تُسمى ايضًا بعلامة التوقيع (Signature block).

الشَرطَة "-" أو القاطعة وتسمى «الوصلة» و«المعترضة». (بالإنجليزية: Hyphen-minus)‏ هي علامة تستعمل في مواضع في الكتابة. ويمكن توضيح استعمالاتها بالأمثلة التالية:
- الجملة الاعتراضية: حيث تُكتب في أول الجملة الاعتراضية (أو العارضة) وفي آخرها، وبذلك تقع جملة الاعتراض بين متلازمين أو متصلين، وتستخدم للدعاء، أو الاحتراس، أو الترضية، أو ما شابه ذلك، مثل:
  - كان عمر بن عبد العزيز -رضي الله عنه- الخليفة الأموي الوحيد الذي يمكن جعله في عداد الخلفاء الراشدين.
  - الصادق -وإن كان فقيرا- محبوب.
  - في التأني -هداك الله- السلامة.
  - كنت جالسا في فناء الدار، فسمعت -ولم أكن أتجسس- مشاجرة بين جيراني.
- قد تستخدم في أول السطر في حال المحاورة بين متحاورين؛ للاستغناء عن تكرار اسميهما، مثل:

التقى محمد صديقه خالداً، وقال له:
- كيف حالك؟
- جيد.
- وكيف حال أهلك؟
- بخير، والحمد لله!